# Aki-Matilda Høegh-Dam
Aki-Matilda Tilia Ditte Høegh-Dam (* 17. Oktober 1996 in Hillerød, Dänemark) ist eine grönländische Politikerin (Naleraq).

## Leben

### Familie und Jugend
Aki-Matilda Høegh-Dam ist das jüngste Kind ihrer Familie und hat zwei Brüder und zwei Halbschwestern väterlicherseits. Ihr Bruder Minik Høegh-Dam gewann 2021 die Kommunalwahl in der Avannaata Kommunia, während Qarsoq Høegh-Dam zeitgleich ins Inatsisartut gewählt wurde. Ihr Vater ist der Schiffsführer Kim Høegh-Dam und ihre Mutter die Lehrerin Bitten Høegh-Dam. Ihr Onkel ist der Beamte und Diplomat Kenneth Høegh (* 1965). Zwei ihrer Großelternteile sind Grönländer und zwei Dänen. Sie wurde in Dänemark geboren und wuchs in Sisimiut auf. Sie ist verlobt mit dem Politiker Kuno Fencker (* 1974).
Mit 14 Jahren wurde sie Mitglied im Rat der Kinderrechtsorganisation Nakuusa, wodurch ihr politisches Interesse geweckt wurde. Ein Jahr später wurde sie Mitglied in der Jugendorganisation der Siumut. 2015 begann sie ein Studium der Politikwissenschaft an Københavns Universitet, das sie 2019 abschloss. Ebenfalls 2015 trat sie bei der Miss-Danmark-Wahl an und landete auf Platz 6.

### Politische Karriere
Sie trat bei der Folketingswahl 2019 an und erhielt die zweitmeisten Stimmen aller Kandidaten sowie die meisten der Kandidaten der Siumut. Damit erhielt sie einen der beiden grönländischen Plätze im Folketing und verdrängte die ehemalige Regierungschefin Aleqa Hammond aus dem Parlament. Sie setzt sich für ein unabhängiges Grönland ein. Bei der Folketingswahl 2022 erhielt sie 33,7 % der Stimmen, womit sie ihr Ergebnis von 2019 beinahe verdoppelte und ihren Sitz im dänischen Parlament verteidigte.
Am 30. Juli 2023 kandidierte sie als Parteivorsitzende der Siumut und erhielt 16 Stimmen und damit drei mehr als der frühere Regierungschef Kim Kielsen, während der Parteivorsitzende Erik Jensen sein Amt mit 39 Stimmen im ersten Wahlgang verteidigen konnte. In Verbindung mit der Wahl schlug sie vor, die zwei grönländischen Sitze im Folketing abzuschaffen, von denen sie den einen selbst innehat, da beide Parlamente ihrer Meinung nach gegeneinander arbeiten. Dabei kündigte sie auch an, vermutlich bei der nächsten Parlamentswahl in Grönland antreten zu wollen.
Im Mai 2023 hatte sie eine Rede im Folketing auf Grönländisch gehalten, woraufhin die übrigen Parlamentsmitglieder nicht auf sie eingehen konnten. Dies löste eine Diskussion darüber aus, inwiefern die grönländischen und färöischen Mitglieder im Folketing ihre Muttersprache anwenden dürfen. Sie forderte die Einführung von Dolmetschern im Parlament, obwohl sie selbst perfekt Dänisch spricht. Wegen einer Reise ließ sie sich ab dem 22. September 2023 für zwei Wochen im Parlament beurlauben, woraufhin ihr Stellvertreter Markus E. Olsen ihren Platz übernahm. Dieser hatte im Voraus angekündigt ebenfalls nur Grönländisch reden zu wollen. Das Folketing lehnte die Forderung von Dolmetschern aus Kosten- und Praktikabilitätsgründen ab, gewährte aber die doppelte Redezeit, um dieselbe Rede sowohl in der Muttersprache als auch auf Dänisch halten zu können. Zudem wurde angekündigt, zusätzliche Gelder für Übersetzer zu gewähren und die Website des Parlaments teilweise mehrsprachig anzubieten. Ihre Rede im Mai 2023 wurde im Nachhinein von der privaten Organisation Danske Taler als „Rede des Jahres“ ausgezeichnet. Eine Klage beim Parlamentspräsidium über Rasmus Jarlov, der ihre Familie in einer Debatte als „sehr dänisch“ bezeichnet und damit ihrer Meinung nach ihre ethnische Identität geleugnet hatte, wurde abgewiesen. Im November 2024 kündigte sie erneut an, bei einer Parlamentssitzung nur Grönländisch sprechen zu wollen, woraufhinein Test mit Simultandolmetschern durchgeführt wurde. Zwei Wochen später wurde beschlossen, ausgewählte Reden in Zukunft generell simultandolmetschen zu wollen.
Anfang 2025 forderte sie den sofortigen Beginn der Arbeit für die grönländische Unabhängigkeit. Der Parteivorsitzende Erik Jensen meinte jedoch, dass man erst auf die Ergebnisse der §21-Kommission, die nach Abschluss der Arbeit der Verfassungskommission gegründet wurde, warten sollte. Aki-Matilda Høegh-Dam drohte daraufhin am 5. Februar mit dem Parteiaustritt. Tags darauf änderte Erik Jensen seine Meinung und forderte nun ebenfalls, sofortige Verhandlungen mit der dänischen Regierung zu beginnen. Dennoch verließ sie einen Tag später die Partei und wurde parteilos, trat aber am 10. Februar in die Naleraq ein.
Bei der Parlamentswahl in Grönland 2025 erhielt sie auf Anhieb die drittmeisten Stimmen aller Kandidaten und sorgte somit für eine Verdoppelung des Wahlergebnisses der Naleraq, die erstmals zweitstärkste Kraft wurde.